# Sisyrinchium azureum
Sisyrinchium azureum är en irisväxtart som beskrevs av Rodolfo Amando Philippi. Sisyrinchium azureum ingår i släktet gräsliljor, och familjen irisväxter. Inga underarter finns listade i Catalogue of Life.